# Sloanea
Genre
Classification phylogénétique
Synonymes
- Ablania Aubl.
- Adenobasium C.Presl
- Anoniodes Schltr.
- Antholoma Labill.
- Blondea Rich.
- Courimari Aubl.
- Dasycarpus Oerst.
- Dasynema Schott
- Echinocarpus Blume
- Forgetina Bocq. ex Baill.
- Foveolaria Meisn.
- Lecostemon DC.
- Lecostomon DC.
- Oxyandra Rchb.
- Phoenicosperma Miq.
- Sloania St.-Lag.
- Trichocarpus Schreb.

Sloanea est un genre d'arbres tropicaux à feuillage persistant comptant environ 113 à 287 espèces, et dont l'espèce type est Sloanea dentata L..
Le nom de Sloanea a été attribué en l'honneur de Hans Sloane (1660-1753), médecin naturaliste irlandais.

## Sélections d'espèces
- Sloanea dentata L.
- Sloanea guianensis (Aubl.) Benth., 1861
- Sloanea haplopoda (Guillaumin) A.C.Sm.
- Sloanea lepida Tirel
- Sloanea plumerii Aubl., 1775
- Sloanea shankii Standl. & L.O.Williams
- Sloanea sinemariensis Aubl., 1775
- Sloanea suaveolens Tirel
- Sloanea truncata Urb., 1921

### Espèces présentes en Guadeloupe et Martinique
- Sloanea caribaea Krug & Urb. ex Duss
- Sloanea massoni
- Sloanea truncata
- Sloanea sinemaiensis

### Espèces en Nouvelle-Calédonie
Le genre Sloanea compte 9 espèces endémiques de la Nouvelle-Calédonie : 
- Sloanea billardierei
- Sloanea haplopoda
- Sloanea koghiensis
- Sloanea lepida
- Sloanea magnifolia
- Sloanea montana
- Sloanea ramiflora
- Sloanea raynaliana
- Sloanea suaveolens

### Espèces en Guyane
Le genre Sloanea compte 25 à 27 espèces autochtones en Guyane dont 3 endémiques et 1 subendémique, selon INPN (17 mars 2022) : 
- Sloanea brachytepala Ducke, 1943
- Sloanea brevipes Benth., 1861
- Sloanea conferta T.D.Penn., 2016 - endémique
- Sloanea echinocarpa Uittien, 1925 - subendémique
- Sloanea eichleri K.Schum., 1886
- Sloanea erythrocarpa T.D.Penn., 2016 - endémique
- Sloanea ferruginea T.D.Penn., 2016 - douteux
- Sloanea floribunda Spruce ex Benth., 1861
- Sloanea garckeana K.Schum., 1886
- Sloanea grandiflora Sm., 1816
- Sloanea granulosa Ducke, 1950
- Sloanea guianensis (Aubl.) Benth., 1861
  - Sloanea guianensis subsp. guianensis
  - Sloanea guianensis subsp. purdiaei (Griseb. ex R.O.Williams) T.D.Penn., 2016
  - Sloanea guianensis subsp. stipitata (Spruce ex Benth.) T.D.Penn., 2016
- Sloanea latifolia (Rich.) K.Schum., 1886
- Sloanea morii T.D.Penn., 2016 - endémique
- Sloanea nitida G.Don, 1831
- Sloanea obtusifolia (Moric.) K.Schum., 1886 - douteux
- Sloanea parviflora Planch. ex Benth., 1861
- Sloanea pubescens Benth., 1861
- Sloanea rojasiae Vásquez, 2009
- Sloanea rufa Planch. ex Benth., 1861
- Sloanea sinemariensis Aubl., 1775
- Sloanea synandra Spruce ex Benth., 1861
- Sloanea trichosticha R.O.Williams & Sandwith, 1929
- Sloanea usurpatrix Sprague & L.Riley, 1924

## Liste d'espèces
Selon GBIF (17 mars 2022) :

Selon World Flora Online (WFO) (17 mars 2022) :

Selon Tropicos (17 mars 2022) (Attention liste brute contenant possiblement des synonymes) :

Selon Catalogue of Life (1 août 2013) :
- Sloanea amygdalina
- Sloanea berteroana
- Sloanea changii
- Sloanea chingiana
- Sloanea cordifolia
- Sloanea dasycarpa
- Sloanea hainanensis
- Sloanea hemsleyana
- Sloanea integrifolia
- Sloanea leptocarpa
- Sloanea mollis
- Sloanea sigun
- Sloanea sinensis
- Sloanea sterculiacea
- Sloanea tomentosa
- Sloanea xichouensis

Selon ITIS (1 août 2013) :
- Sloanea amygdalina Griseb.
- Sloanea berteroana Choisy ex DC.

Selon NCBI (1 août 2013) :
- Sloanea australis
  - sous-espèce Sloanea australis subsp. parviflora
- Sloanea berteroana
- Sloanea brevipes
- Sloanea echinocarpa
- Sloanea eichleri
- Sloanea faginea
- Sloanea garckeana
- Sloanea guianensis
- Sloanea langii
- Sloanea latifolia
- Sloanea macbrydei
- Sloanea sinensis
- Sloanea sogerensis
- Sloanea terniflora
- Sloanea woollsii

Selon Paleobiology Database (1 août 2013) :
- Sloanea messelensis